# 無紋隕鐵
無紋隕鐵是鐵隕石的一種，它的主要成分是鐵鎳合金、鎳紋石，也包含有合紋石、隕硫鐵和用顯微鏡才能看見的錐紋石薄片，但沒有可見的魏德曼花紋。無紋隕鐵是鎳含量最高的隕石，含量都在18%以上。高鎳含量是不能發展出魏德曼花紋的原因，因為錐紋石只有在較低的溫度（大約600℃以下）才能從鎳紋石中熔出，而此時擴散的速率已經太慢
它們是稀有的種類，被觀測到的鐵隕石中，無紋隕鐵只有大約50顆。即使如此，最大的隕石（1920年發現的霍巴隕鐵，重達60公噸。）卻屬於此類。許多的無紋隕鐵在化學群組分類屬於IVB，已有13顆屬於此分類。最新的是1994年在德州發現，重27公斤的杜蒙特隕鐵
。